# San Giovanni Battista (Mogno)

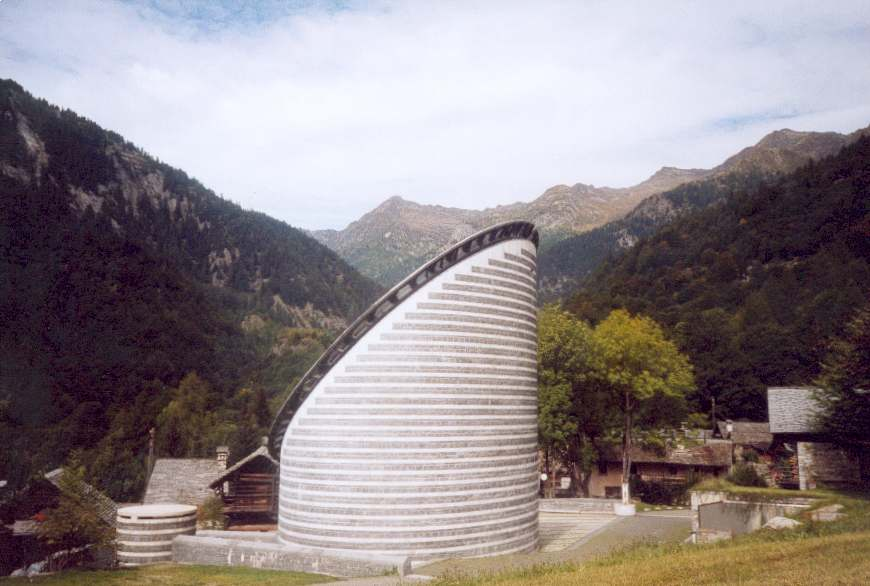
San Giovanni Battista, Mogno

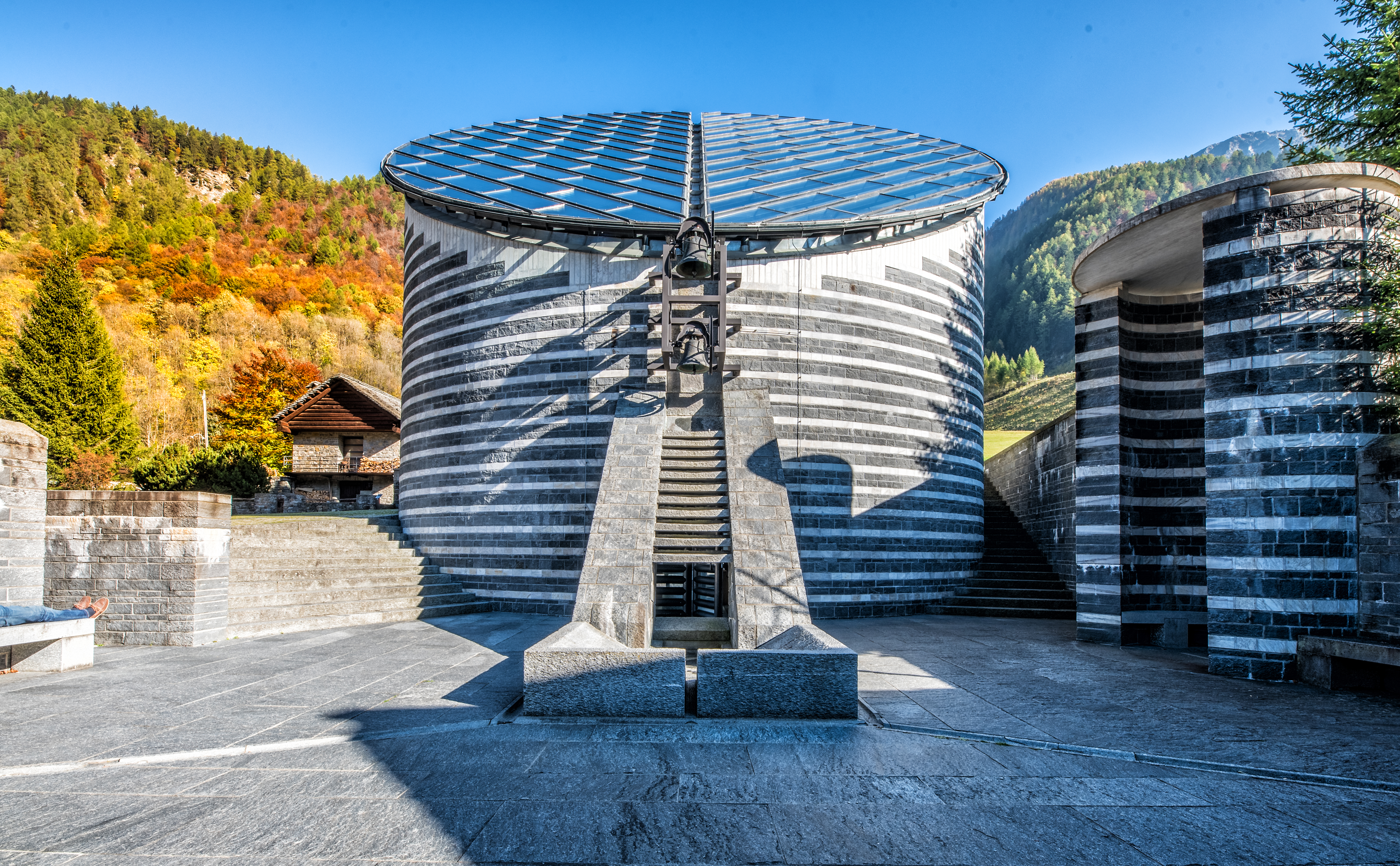
San Giovanni Battista, Mogno

San Giovanni Battista («Hl. Johannes der Täufer») ist ein modernes  römisch-katholisches Kirchengebäude in dem kleinen Bergdorf Mogno, Gemeinde Lavizzara, im Schweizer Kanton Tessin. Die Kirche wurde von Mario Botta entworfen und in den Jahren 1992–1996 erbaut. 

## Vorgeschichte
Hintergrund des Baus war die vollständige Zerstörung der alten barocken Dorfkirche von Mogno zusammen mit zahlreichen Häusern durch eine Lawine im Jahr 1986. Nach einer langen Phase der Planungen und Diskussionen entschied das Komitee für den Wiederaufbau, ein auffälliges, zukunftsweisendes Projekt zu wagen und den Plan des renommierten Luganer Architekten Botta zu realisieren. Seit ihrer Fertigstellung hat die Kirche zahlreiche Besucher angezogen.

## Architektur
Botta entwarf die Kirche als ein Zusammenspiel vielfältiger naturhafter und spiritueller Symbolik. Er gab ihr die Form eines turmartigen, oben in 45-Grad-Neigung abgeschrägten Ovals mit kreisrundem Glasdach. Die Kirche hat die gleiche Höhe wie der von der Lawine weggerissene Kirchturm. Als Baumaterial wählte er Marmor und Gneis in lagenweisem Wechsel und erzeugte dadurch einen reizvollen Hell-Dunkel-Effekt. Der Marmor stammt aus dem Steinbruch im nahen Val Peccia und ist gesägt. Der Gneis, Beola genannt, wurde in den Steinbrüchen von Riveo im Maggiatal gewonnen. Seine Oberfläche ist gehauen. Die unterschiedlichen Oberflächenbearbeitungen unterstreichen den genannten Effekt.
Diese geometrische Form und die Farbkontraste sind Gestaltungs-Elemente, die Botta bereits beim San Francisco Museum of Modern Art (erbaut 1992–1995) verwendet hatte.
Der Innenraum ist im Grundriss rechteckig; die Wände vollziehen den Wechsel vom Dachrund zum orthogonalen Boden in allmählichem Übergang. Der Altar steht vor einer quasi-byzantinischen rundbogigen, abgestuften Durchgangsnische, hinter der sich die Sakristei befindet – wegen der Hanglage unterirdisch und von aussen unsichtbar. Der Eingang auf der gegenüberliegenden Seite ist aussen unter einem kleinen treppenförmigen Aquädukt, innen hinter einer Säule verborgen. Die Wassertreppe, über die bei Regen das Wasser vom Dach abfliesst, setzt sich innen unter dem Glasdach in einer bogenförmigen „Himmelsleiter“ fort. Zwei weitere Nischen an den Schmalseiten des Raumes setzen in dem postmodernen Kontext zusätzliche archaische Akzente. Nur wenige Bankreihen aus hellem Holz verstellen den ebenfalls im Hell-Dunkel-Wechsel gestalteten Steinboden.

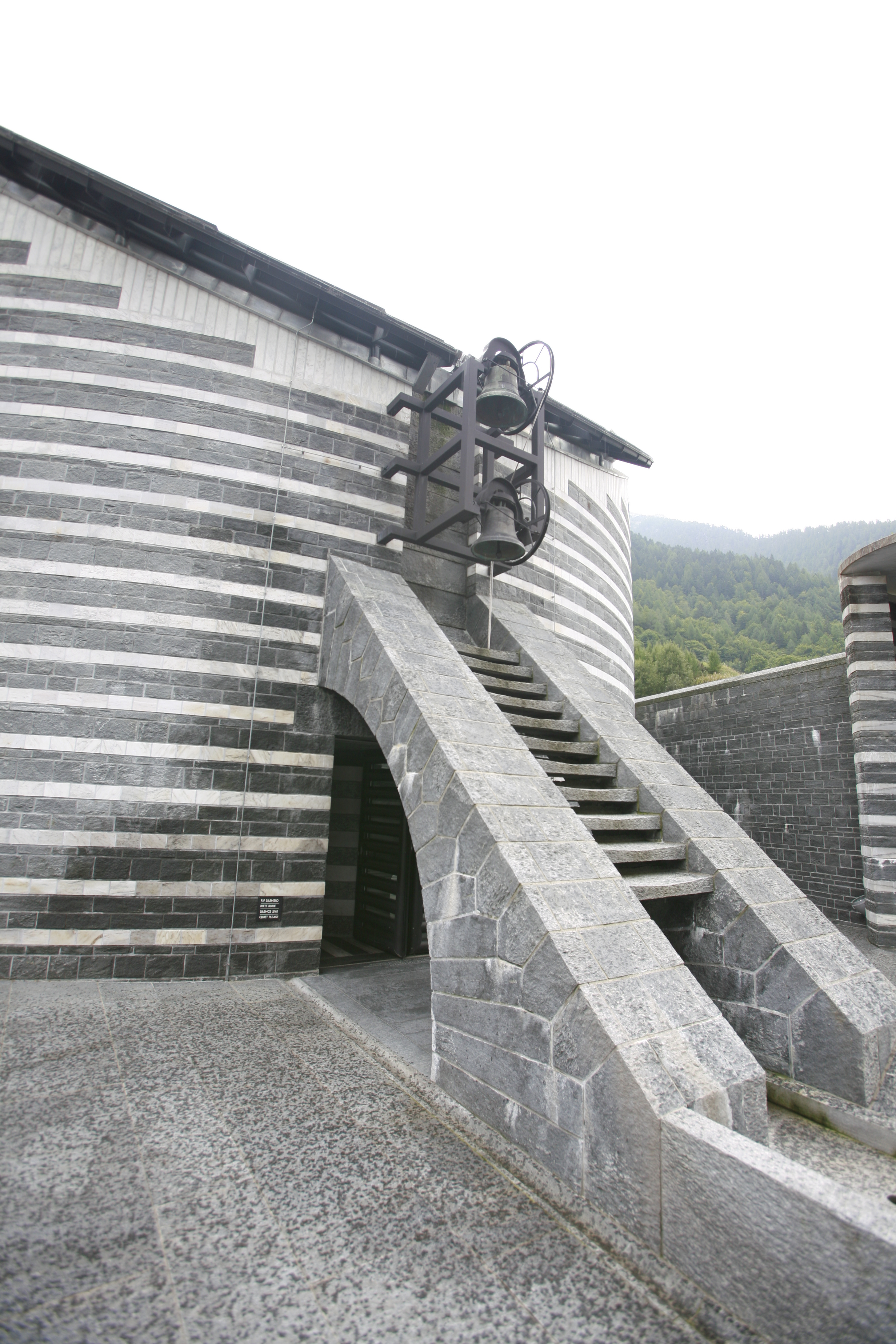
Wassertreppe vor dem Eingang